# Familia Teleki

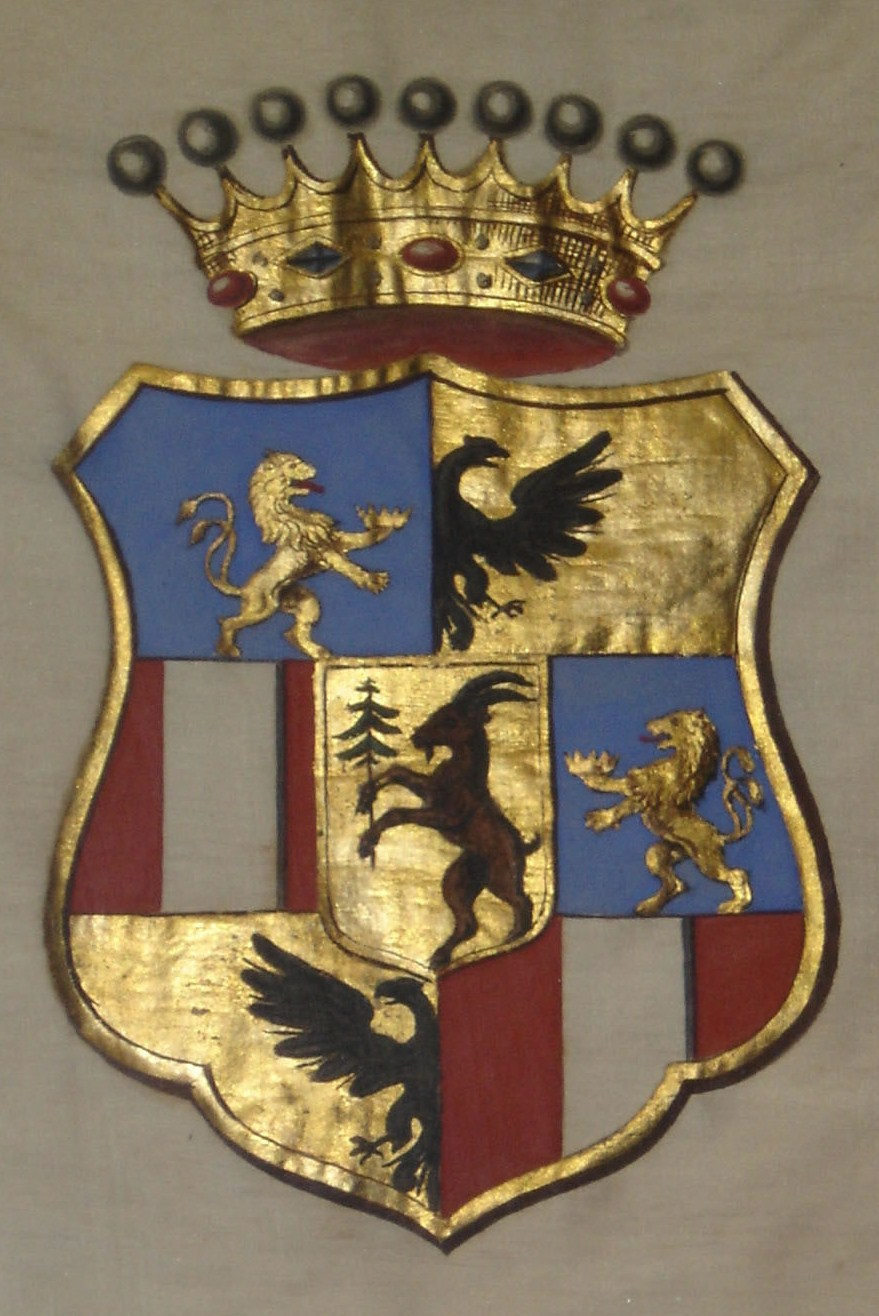
Blazonul familiei Teleki, având în cadranul central capra neagră, vechiul simbol al familiei primit în 1409, simbol comun cu al rudelor lor din familia Szilágyi.

Familia Teleki de Szék a fost o familie nobiliară din Transilvania, originară din Teleac (de unde îi provine numele). Principala reședință era castelul de la Gornești. Strămoșii familiei erau vlahi din Gorazde, Bosnia. 
Familia Teleki a fost înobilată în 24 februarie 1409 de către împăratul Sigismund de Luxemburg primind și blazonul care înfățișează o capră neagră. Acest blazon fiind același ca și la rudele lor din familia Szilágyi. 
Mihai Teleki (1634-1690) a inițiat ascensiunea familiei și a deținut și funcția de cancelar al Transilvaniei în perioada domniei lui Mihai Apafi I (1662-1690). Apafi, înscăunat prin susținerea Porții a fost un domnitor slab, conducerea fiind deținută efectiv de soția sa Ana Bornemissza și de Teleki. Teleki, denumit și "flagelul lui Dumnezeu pentru Transilvania" (Mihai Cserei) a devenit în această perioadă unul dintre cei mai bogați oameni ai principatului. Drept răsplată pentru activitatea sa, împăratul Leopold l-a numit conte.

## Membri
- Mihai Teleki (1634–1690), căzut în luptă cu oastea otomană la Tohanu Vechi.
- Pál Teleki (1677-1731), filantrop, susținător al lui Francisc Rakoczi al II-lea în războiul curuților.
- Samuel Teleki (1739-1822), fondatorul Bibliotecii Teleki.
- Adam Teleki (1789–1851).
- Iosif Teleki (1790-1855), guvernator al Transilvaniei (1842-1848)
- Blanka Teleki (1806-1862), activistă pentru emanciparea femeilor
- Ladislau Teleki (1811-1861), scriitor și om de stat maghiar, delegat la Paris al revoluționarilor maghiari
- Géza Teleki (1843-1913), ministru de interne al Ungariei
- Samuel Teleki (1845–1916), explorator, strănepotul lui Samuel Teleki.
- Pál Teleki (1879–1941), prim-ministru al Ungariei, fiul lui Géza Teleki.